# 泰宁军节度使
泰宁军节度使，為唐朝、五代在山东省南部设立的節度使。
819年二月，分割淄青节度使为三，分出天平军节度使和沂海兖密观察使，治沂州，下辖兖州、海州、沂州、密州。

820年改为兖海节度使，治兖州。

832年改为兖海沂密观察使。

851年改为节度使。

862年八月，增加徐州，863年十一月徐州归徐泗节度使。

876年二月，建号泰宁军节度使。
北宋宣和五年在平州设立泰宁军节度使，但很快被金朝攻取。

## 歷任
- 王僚（808年）
- 曹华（819年—822年）
- 高承简（822年—823年）
- 王沛（823年—825年）
- 张茂宗（825年—827年）
- 李同捷（827年，未任）
- 张茂宗（827年—830年）
- 庾承宣（830年—832年）
- 李文悦（832年—834年）
- 崔戎（834年）
- 崔杞（834年—837年）
- 张贾（837年—840年）
- 高承恭（846年）
- 田牟（847年）
- 臧某（847年）
- 裴某（大中初年）
- 萧俶（850年—852年）
- 敬晦（853年—855年）
- 卢某（856年）
- 刘莒（858年—859年）
- 郑助（860年—861年）
- 焦轸（咸通年间）
- 郑汉璋（868年）
- 曹翔（868年—872年）
- 崔某（乾符年间）
- 齐克让（876年）
- 李系（878年—879年）
- 齐克让（879年—886年）
- 王重荣（885年，未就任）
- 朱瑾（886年—897年）
- 赵犨（888年，遥领）
- 葛从周（897年—905年）
- 赵克裕（903年—904年，留后）
- 刘仁遇（905年—907年）
- 王瓒（907年—908年）
- 朱友能（908年—910年）
- 张万进（张守进）（914年—919年）
- 刘鄩（919年—921年）
- 李绍钦（923年—925年）
- 朱守殷（925年—926年）
- 房知温（926年—927年）
- 赵在礼（927年—930年）
- 符彦超（930年—931年）
- 张延朗（931年—933年）
- 杨汉章（933年—936年）
- 李从温（936年—940年）
- 桑维翰（940年—942年）
- 安审信（942年—944年）
- 李守贞（944年—945年）
- 赵在礼（945年—946年）
- 安审琦（946年—947年）
- 符彦卿（947年—950年）
- 慕容彦超（950年—952年）
- 颜衎（952年）
- 王审琦（960年）
- 赵光义（960年—961年）
- 白重赞（964年—967年）
- 孟元喆（966年—971年）
- 李从善（971年—976年）